# Conquesta del Regne de Múrcia (1296-1304)
La conquesta del Regne de Múrcia va començar l'any 1296 quan Ferran II de la Cerda l'ofereix al rei Jaume II el Just a canvi del seu suport contra l'infant hereu al tron de Castella, Ferran IV de Castella.

## Antecedents
La Corona de Castella havia sotmès la Taifa de Murciyya a vassallatge l'any 1243 quan Ibn Hud al-Dawla va signar les capitulacions d'Alcaraz, però uns vint anys després, el 1264, els andalusins de Múrcia es revoltaren encoratjats per les promeses de suport enviades des del Regne de Granada i el Marroc. El rei de Castella, Alfons X el Savi, casat amb Violant d'Aragó, suplicà ajut al seu sogre, el rei Jaume I de Catalunya-Aragó. Aquest, temerós que la revolta sarraïna s'estengués al Regne de València, també poblat majoritàriament per andalusins, llençà una guerra de conquesta sobre el Regne de Múrcia, retornant-lo a la sobirania castellana.
L'any 1296 quan Ferran II de la Cerda l'ofereix al rei Jaume II el Just a canvi del seu suport contra l'infant hereu al tron de Castella, Ferran IV de Castella.

## La conquesta
Reunit l'exèrcit a València el mes d'abril de 1296, mentre l'infant Pere entrava a la Corona de Castella per Sòria, el mateix mes Alacant va ser conquerida, després d'una dura resistència de l'alcaid del castell, Nicolau Peris. Va prendre Guardamar amb el suport de la flota, va negociar amb en Joan Manuel, senyor d'Elx, prosseguint cap a Oriola i Múrcia, que van capitular, igual que la resta de l'horta murciana. Alhama de Múrcia no es va rendir fins al 1298.
La conquesta es va veure facilitada per l'abundant població d'origen catalanoaragonès, encara que va tenir l'oposició de les guarnicions castellanes dels castells i del bisbe de Cartagena. Una segona campanya per Múrcia va tenir lloc l'any 1298, ocupant Alhama de Múrcia, i el 21 de desembre de 1300 capitulava Llorca. Al juny de 1300 Jaume II va incorporar el senyoriu d'Albarrasí a la Corona d'Aragó.

## Conseqüències
Tant Castella com Aragó necessitaven la pau i es va signar la Sentència Arbitral de Torrelles (1304) i posteriorment la modificació al Tractat d'Elx (1305), que modificava definitivament les fronteres entre Castella i Aragó fixades en el Tractat d'Almizra (1244), incorporant a la Corona d'Aragó, en concret al Regne de València, les comarques de la Vall del Vinalopó, l'Alacantí i el Baix Segura i va suposar el pas de Cartagena al regne castellà de Múrcia.
Malgrat la cessió definitiva del regne a Castella, el català continuà sent la llengua d'ús preferent al regne durant més d'un segle. A la zona de l'Horta de Múrcia s'hi va parlar probablement fins als volts del 1400 i al Camp de Cartagena fins als volts del 1500, en què fou definitivament substituït pel castellà que havien introduït noves onades de pobladors procedents de Castella.
Vint anys després del Tractat d'Elx i més de seixanta després de l'entrada de Jaume I a la zona, Ramon Muntaner recollia en la seva Crònica aquest fet:
| «                                                | E com la dita ciutat [Múrcia] hach presa e poblada tota de Cathalans, e axi mateix Oriola e Elx e Guardamar e Alacant e Carthagenia e los altres llochs; si que siats certs, que tots aquells qui en la dita ciutat de Murcia o els dauant dits llochs son poblats son vers Cathalans e parlen del bell cathalanesch del mon. | » |
| — Ramon Muntaner, Crònica (1325-1328), cap. XVII | |   |